# Castillo de Paracuellos
El castillo de Paracuellos es una fortificación ubicada en el municipio español de Paracuellos, en la provincia de Cuenca. Cuenta con el estatus de Bien de Interés Cultural.

## Descripción
Ubicado en el municipio conquense de Paracuellos de la Vega, en Castilla-La Mancha, se levanta en un alcor, formando un eslabón de la cadena defensiva a la que dio origen la conquista de Cuenca por Alfonso VIII. No ocupa el lugar más alto de la loma, pero sí el corte que protege el barranco que domina el valle. Fue donado, junto con el castillo de Monteagudo de las Salinas, a la iglesia-catedral de Cuenca y a sus obispos en 1187, por el rey Alfonso VIII.
De planta trapezoidal, a él se accede por un camino labrado en la roca. Su construcción es a base de sillarejo esgrafiado con sillares en las esquinas, mientras que dinteles de puertas, ventanas, arcos y aspilleras están construidos con piedra del lugar. Consta de tres recintos concéntricos, conservándose del exterior toda la base de la muralla y dos cubos almenados. Al segundo recinto se accede por una única puerta y se mantiene en pie toda la base del recinto con tres cubos. En el interior se halla la torre maestra, de planta pentagonal al exterior y cuadrada en el interior.
Al pie del castillo se conservan las ruinas de lo que fue el antiguo pueblo y en donde hasta el siglo XVI existía una población avecindada. Allí se encontraba la iglesia de Nuestra Señora del Castillo, construida entre 1529 y 1537, de la cual no se conserva ningún resto.
El 7 de noviembre de 1988, fue incoado expediente para su declaración como Bien de Interés Cultural. Fue declarado finalmente Bien de Interés Cultural el 19 de febrero de 1992, mediante un decreto publicado el 4 de marzo de ese mismo año en el Diario Oficial de Castilla-La Mancha, siendo recientemente restaurado.